# シンタグマ広場
座標: 北緯37度58分32秒 東経23度44分05秒 / 北緯37.97556度 東経23.73472度

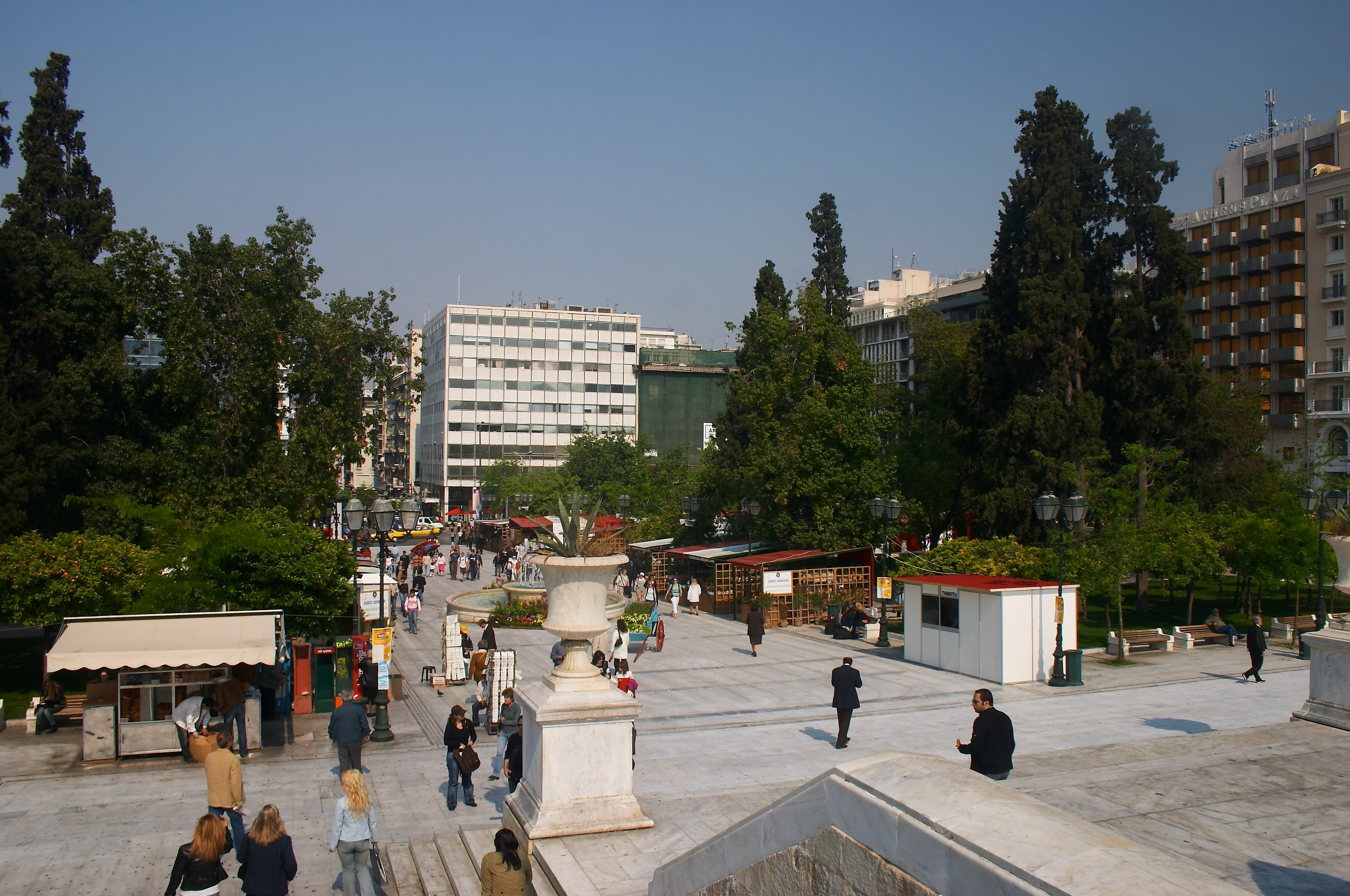
シンタグマ広場

シンタグマ広場（ギリシア語: Πλατεία Συντάγματος , Plateia Syntagmatos）は、ギリシアの首都アテネの中心部にある有名な広場。別名は、憲法広場。シンタグマ(現代ギリシャ語においては正しくは「シンダグマ」と発音する)は、ギリシア語で「憲法」のこと。この名は、1843年9月3日の反乱の後、初代ギリシャ王オソン1世が憲法を許可したことにちなむ。現在は国会議事堂がこの広場に面し、他にも官公庁や商業施設が多数立地している。観光客もこの広場を含むプラカ地区に昼夜問わず集まってくる。

## 概要
東がアマリアス大通り（Leofóros Amalías）、南がオソン通り（Óthonos）、北がゲオルギオス1世通り（Vasiléos Georgíou Prótou）に隣接している。スタディウ通りとフィレリノン通りを結ぶ西側の広場に隣接する通りは、単に「シンタグマ広場」（Plateia Syntágmatos）と呼ばれている。広場の東側は西側よりも高く、アマリアス大通りに通じる一連の大理石の階段が占めている。これらの下には、アテネ地下鉄のシンタグマ駅がある。階段は2つの屋外カフェの間にあり、市内中心部で人気の集まる場所となっている。シンタグマには、北と南に2つの緑地があり、陰樹が植えられている。広場の中央には、19世紀半ばの大きな噴水がある。
旧王宮の国会議事堂がマリアス大通りを東に渡ってすぐにあり、背後に広大なアテネ国立庭園が展開している。議会を傍聴することはできるが、議事堂内の見学はできない。国会議事堂の前庭にある無名戦士の墓の前では、1時間ごとに大統領警備隊（エヴゾネス）による衛兵の交代が行われる。特定の日の午前11時には、エヴゾネス全員と軍楽隊による大規模な儀仗が行われる。

## 歴史
オソン1世が、1834年に建国したばかりのギリシャ王国の首都をナフプリオからアテネに移した直後の19世紀初頭に、設計・建設された。この広場は、現代のアテネの2つの中央広場の1つとして設計され、当時は都市の東の境界であった。2番目の広場は市の北にあるオモニア広場である。オソン1世の王宮は、当初オモニア広場に建てられる予定だったが、東の広場を見下ろす場所がより良い選択肢と考えられた。したがって、広場の名は「宮殿広場」であった。北にある旧宮殿の建設工事は1836年に始まり、1843年まで続いた。
1843年7月下旬にオソン1世とその妻アマリアが就任してから約1か月後、1843年9月3日にギリシャの首都で大衆的かつ軍事的な反乱が起こった。ディミトリオス・カレルギスの兵士が宮殿の前に集まり、憲法の許諾を要求した。その後、オソン1世は最初のギリシャ憲法を認めることを余儀なくされた。この出来事を記念して、宮殿広場はギリシャ語で憲法広場またはシンタグマ広場に改名された。
2010年から2012年の間、この広場は、ギリシャ政府の債務危機の際の経済状況の悪化により、テントやその他の規定による広場の占領を含む、大規模な抗議の場となった。警察の報告によると、デモの中には最大10,000人、または他の情報源によると50,000人の群衆が集まったものもあった。「統一政府」の発足以来、占領は広場から取り除かれ、デモはそれほど頻繁には起こらなくなった。

## 周辺の観光名所
広場はアテネで最も古く、有名な地区や多くの観光スポットの近くにあり、すべて徒歩圏内にある。
- プラカ（英語版）（Πλάκα）
- モナスティラキ（英語版）（Μοναστηράκι）
- プシリ（英語版）（Ψυρρή）
- コロナキ（英語版）（Κολωνάκι）
- アクロポリス（Ακρόπολις）
- ディオニュソス劇場
- アレオパゴス、アテナイのアゴラ（ΑρχαίαΑγοράτωνΑθηνών）
- ハドリアヌスの図書館
- ローマンアゴラの風の塔
- リシクラテス記念碑（英語版）
- ハドリアヌスの凱旋門（ΑψίςτουΑνδριανού）
- ゼウス神殿（ΝαόςτουΟλυμπίουΔιός）
- プニュクス（Πνύκα）
- ニンフの丘にあるフィラパポス記念碑（英語版）（ΜνημείοτουΦιλοπάππου）
- ケラメイコス墓地（ΝεκροταφείοΚεραμικού）
- 無名戦士の墓 (アテネ)（英語版）（ΜνημείοτουΑγνώστουΣτρατιώτη）
- リカヴィトスの丘

歴史的な教会もこの地域に点在しており、中世のものもある。

## 大衆文化
- ジェイソン・ボーン（映画）-サンタ・クルス・デ・テネリフェのスペイン広場の代わりとして使われた[8]。

## ギャラリー

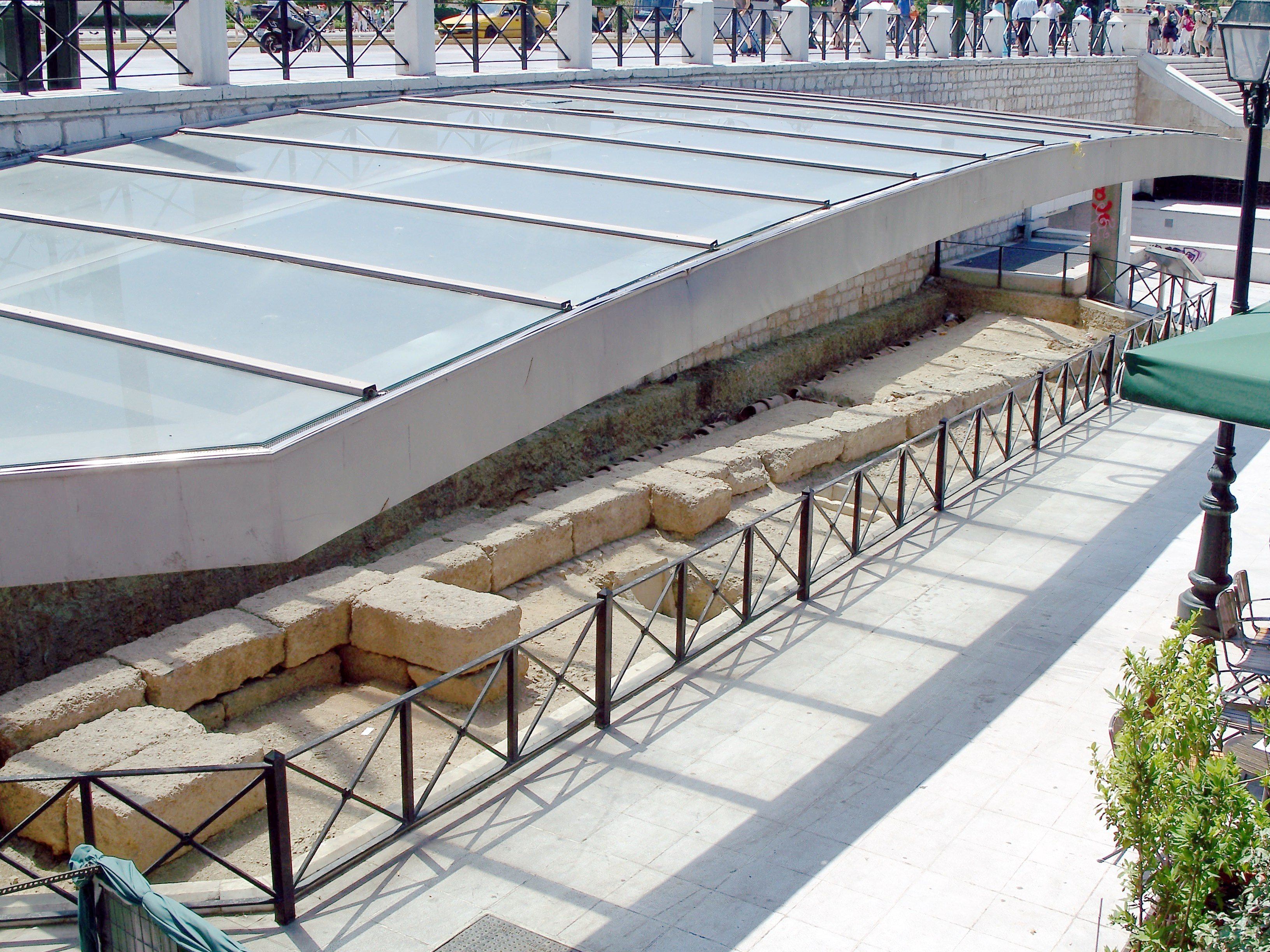
シンタグマ広場に展示されている、ペイジストラティア水道橋の一部
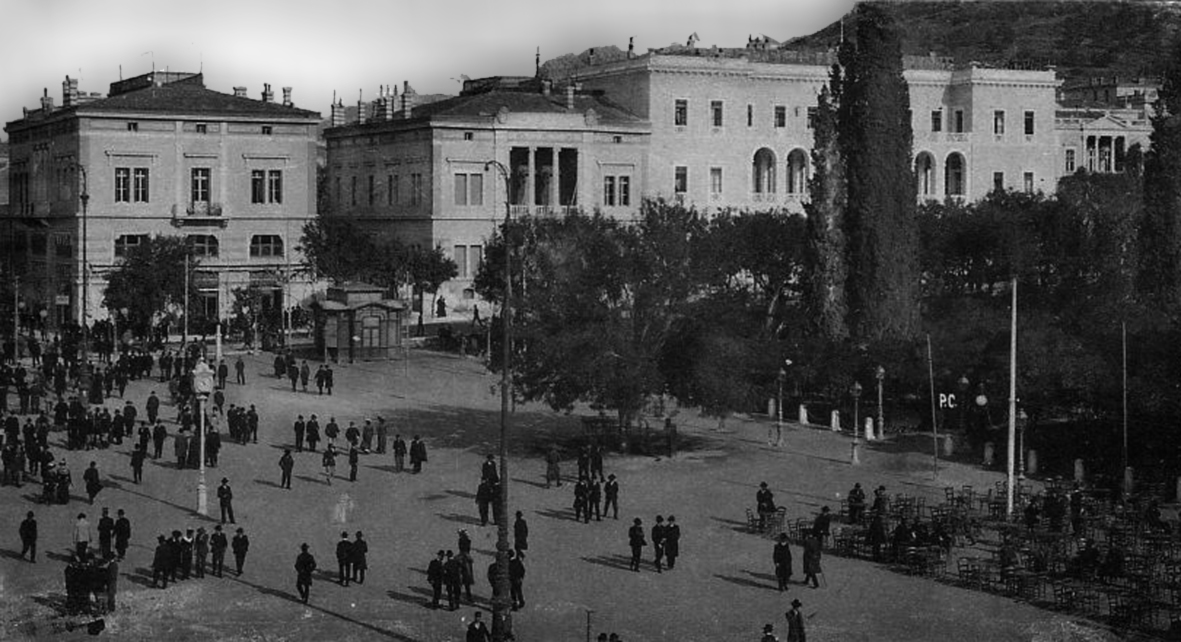
1910年の広場
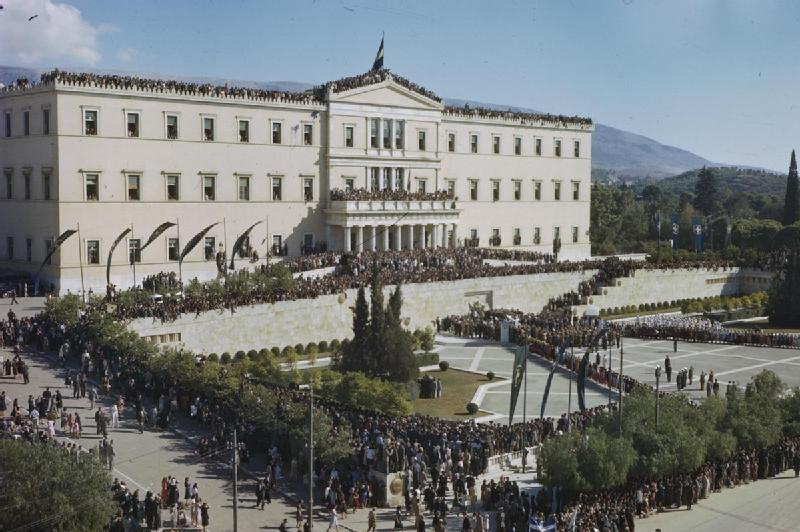
群衆は枢軸国からの解放を祝う（1944年10月）
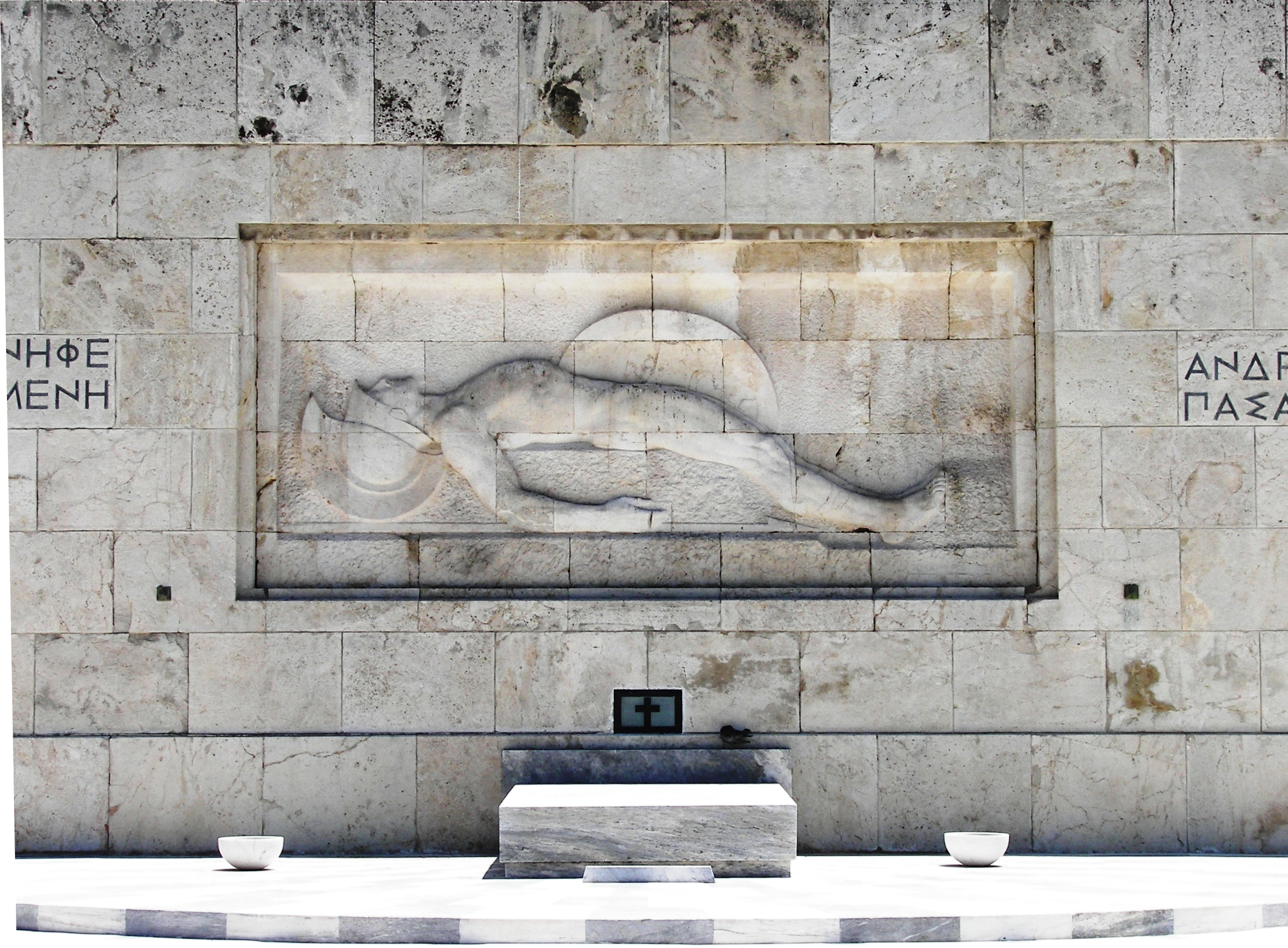
無名戦士の墓
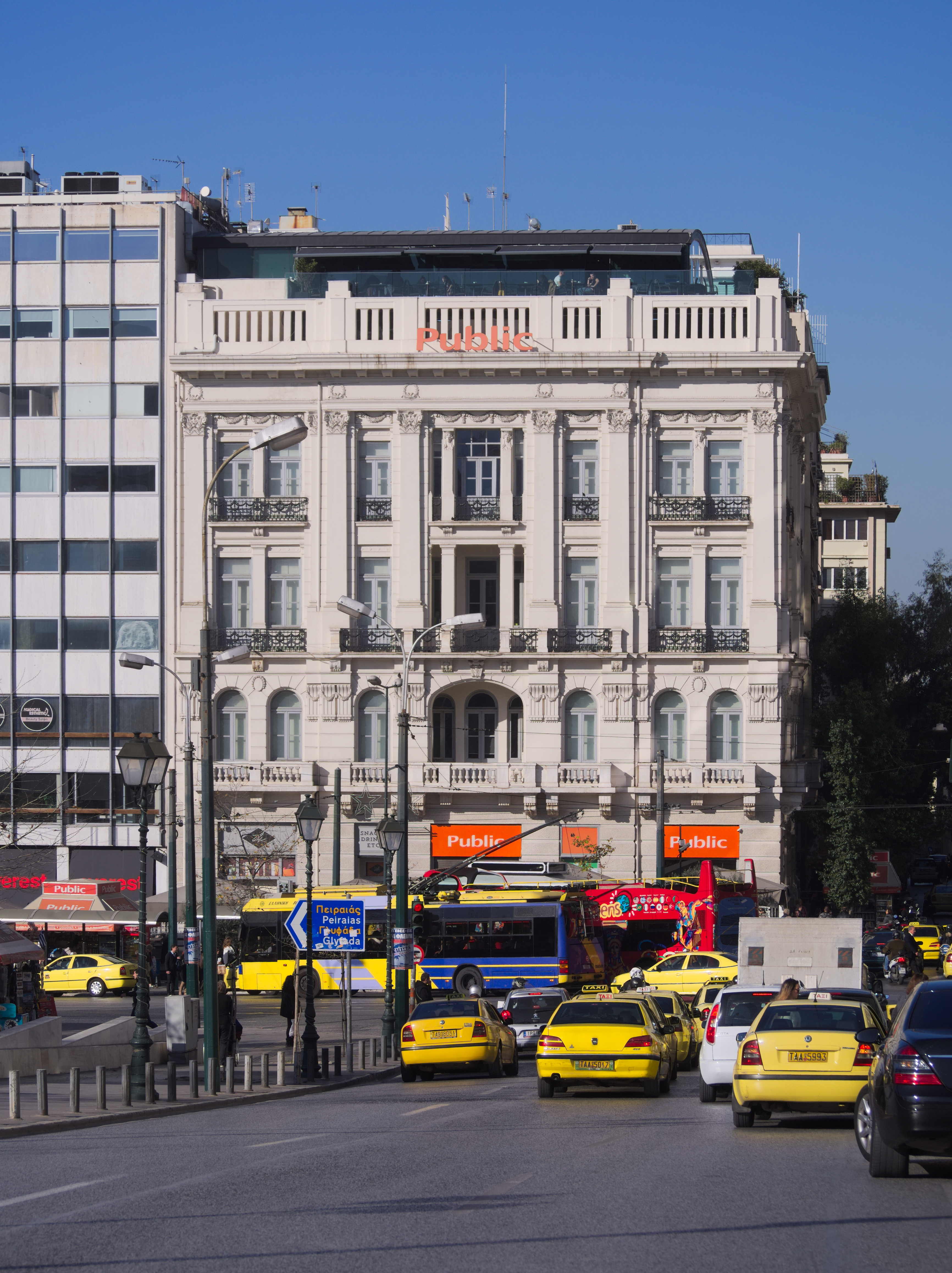
パリス・マンション、設計はアナスタシオス・メタクサス（英語版）
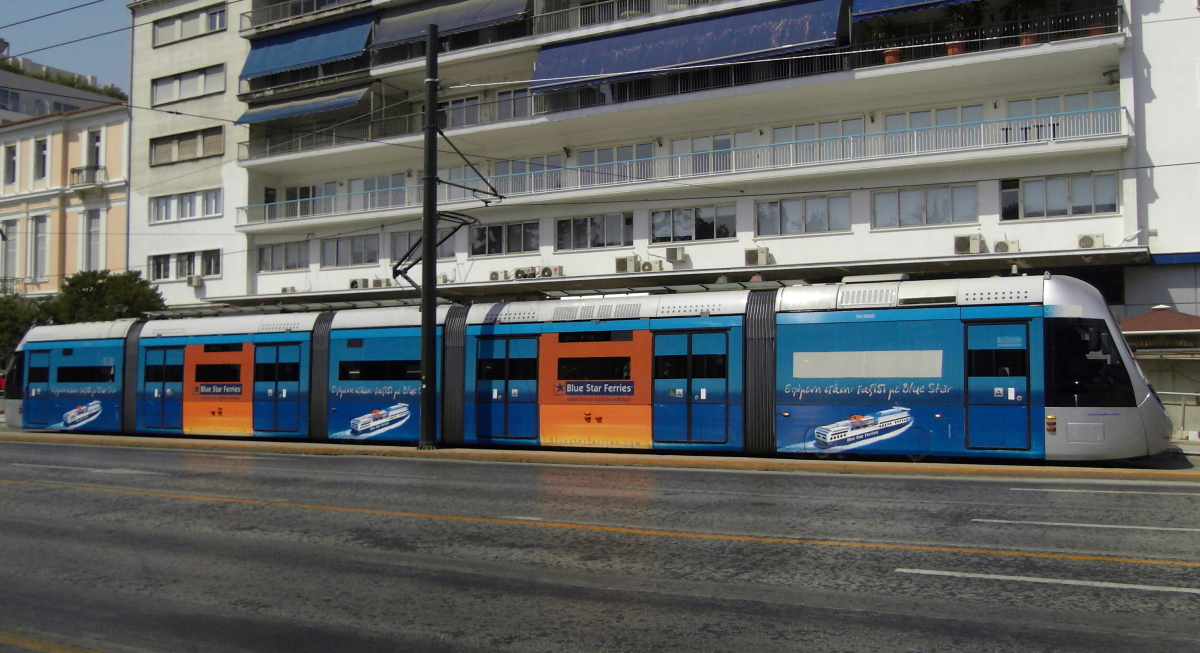
シンタグマのアテネ・トラム